# Янева, Юлиана
Юлиана Янева (болг. Юлияна Янева, род. 2 августа 1998, Кукорево (Болгария), Ямболская область) — болгарская спортсменка, борец вольного стиля, чемпионка Европы 2023 года, серебряный призёр чемпионата Европы 2021 года, бронзовый призёр чемпионата Европы 2024 года и победитель индивидуального Кубка мира 2020 года.

## Биография
На международных соревнованиях выступает с 2014 года. Бронзовый призёр чемпионата мира среди кадетов 2014 года. Призёр чемпионатов мира и Европы среди юниоров. 
На чемпионате мира по борьбе 2019 года в столице Казахстана, в весовой категории до 65 кг Янева в итоговом протоколе стала пятой, уступив в поединке за бронзу спортсменке из Азербайджана Элис Маноловой.
В декабре 2020 года на индивидуальном Кубке мира по борьбе 2020 года в сербской столице, в весовой категории до 72 кг Юлиана в схватке за золотую медаль победила спортсменку из Турции Бусе Тосун и завоевала золотую медаль. Это первый наивысший успех болгарской спортсменке во взрослых соревнованиях по борьбе.
На чемпионате Европы 2021 года, который проходил в апреле в Варшаве, в весовой категории до 72 кг, болгарская спортсменка завоевала серебряную медаль, уступив в финале спортсменке из Украины Алле Белинской. 